# 金重陶陽
金重 陶陽（かねしげ とうよう、1896年（明治29年）1月3日 - 1967年（昭和42年）11月6日）は、岡山県出身の陶芸家。備前焼の名門である金重家に生まれ、備前の陶工として初めて人間国宝となった。本名は金重 勇（かねしげ いさむ）。
江戸時代中期以降伊万里焼や九谷焼などに押されて人気を失っていた備前焼を再興させることに成功し「備前焼中興の祖」と称される。自らが優れた陶工であっただけでなく、多くの弟子を育て、その中から次々と人間国宝を輩出するなど備前焼の歴史上果たした功績は計り知れない。陶陽の弟の金重素山、長男の金重道明、三男の金重晃介もそれぞれ陶芸家である。また、漂泊の日本画家の杉本白象は、自らを「金重陶陽の従兄にあたる」と、昭和42年にパトロンに送った作品に付けた手紙に記している。
北大路魯山人やイサム・ノグチらとも親交があり、彼らの芸術性に影響を受けた一方、彼らが備前焼を世に知らしめる役割を果たしている。

## 略歴
- 1896年 - 父金重慎三郎（号媒陽）、母竹能の元に長男として和気郡伊部町（現備前市伊部）に生まれる。金重家は備前六姓のひとつ。
- 1901年（5歳） - 焼物に興味を持ち土いじりを始める。
- 1907年（11歳） - カメ、カブトを博覧会に出品受賞する。
- 1909年（13歳） - 弟七郎左衛門（素山）生まれる。
- 1910年（14歳） - 伊部尋常小学校高等科を卒業。父について作陶をはじめる。
- 1911年（15歳） - 食塩青の技法で、煎茶器を造る。
- 1912年（16歳） - 父不在のため、独力で窯焚、製品の販売をする。
- 1915年（19歳） - 岡山での書画、陶磁器の入札会に欠かさず出かける。
- 1916年（20歳） - 耐火度の高い棚板を考案し、窯詰めの形式を改良をする。父媒陽死去。
- 1918年（22歳） - 大本教に入信。彩色備前を作り始める。「陶陽」の号を用いる。
- 1919年（23歳） - 倉敷市酒津の西山窯にて1年間制作。
- 1920年（24歳） - 岡山の富豪佐藤喜久治の依頼で、橋本関雪との合作を制作。
- 1921年（25歳） - ドイツ式マッフル窯を作り、窯変の焼成に工夫を加える。
- 1922年（26歳） - 備前で初めて宝瓶を制作、伊部中に流行。
- 1923年（27歳） - 橋本関雪来訪、岡山錦園に遊ぶ。
- 1924年（28歳） - 名古屋松坂屋にて十五代永楽善五郎と最初の展覧会を開催。
- 1925年（29歳） - 三村陶景、西村春湖と備前三名工として知られる。
- 1927年（31歳） - ドイツ式の窯と備前式の窯を折衷し窯を改良、木炭をくべて棧切の焼成に成功。
- 1928年（32歳） - 母竹能死去。荻野綾子と結婚。大日本勧業博覧会[1][2][3] に「彩色備前孔雀置物」出品。「備前飛獅子置物」「彩色備前鬼瓦に鳩置物」を昭和天皇に献上。
- 1929年（33歳） - 長女常子生まれる。
- 1930年（34歳） - 古備前の土を研究し、桃山調備前の土味を出すことに成功。
- 1931年（35歳） - 次女幸恵生まれる。
- 1932年（36歳） - 官休庵来訪し、手造りの茶器等制作。本格的に轆轤を挽いて茶器を制作。「土」の窯印を用いる。
- 1934年（38歳） - 長男道明生まれる。
- 1936年（40歳） - 川喜田半泥子が唐津行きの途中に来訪、これより交流が始まる。半泥子の千歳窯を訪れ作品制作。
- 1937年（41歳） - 三女美和子生まれる。「備前糸目水指」「備前糸目掛花入」を表千家家元惺斎宗左好みとして制作。
- 1938年（42歳） - 大阪阪急百貨店にて初個展開催。川喜田半泥子来訪制作。東京資生堂ギャラリーにて個展開催。
- 1939年（43歳） - 川喜田半泥子と相互に行き来し互いに制作。
- 1940年（44歳） - 次男慎一生まれる。大阪阪急にて第二回作品展開催。半泥子を相互来訪。
- 1941年（45歳） - 素山出征のため、窯の構造をかえ、画期的な成功をおさめる。加藤唐九郎来訪。
- 1942年（46歳） - 川喜田半泥子、荒川豊蔵、十代休雪と「からひね会」結成。四女達子生まれる。荒川豊蔵来訪制作。備前焼技術保存者に認定。
- 1943年（47歳） - 表千家家元千宗左即中斎来訪。三男晃介生まれる。
- 1944年（48歳） -日本美術協会及工芸統制協会代議員となる。
- 1945年（49歳） - 四男元郎生まれる。素山と共に美濃大萓に荒川豊蔵を訪ね、制作をする。
- 1947年（51歳） - 生活用品芸術陶磁器認定委員となる。
- 1949年（53歳） - 出口直日（大本教三代教主）来訪し茶碗・水指・徳利などに釘彫りの絵付けをする。川喜田半泥子の廣永窯を訪れる。北大路魯山人来訪し作陶する。藤原啓・山本陶秀・藤田龍峰・金重素山・浦上善次と備前窯芸会を結成。
- 1951年（55歳） - 京都府亀岡の大本教が花明窯を築窯、指導の為一ヶ月滞在し制作も行う。フランス・イラク・イランで開催された、「現代日本陶芸展」に「備前緋襷輪花花器」を出品。
- 1952年（56歳） - 備前焼無形文化財記録保持者に認定される。朝日新聞社主催「第1回現代日本陶展」に「備前台鉢」「備前三角花入」を出品。窯印を「ト」と改める。イサム・ノグチ、北大路魯山人と共に来訪制作。北大路魯山人の依頼で北鎌倉山崎に備前窯を築窯、一月半滞在。魯山人窯で釉薬物を多数制作。石黒宗麿・荒川豊蔵・加藤唐九郎・宇野三吾ら在野の有志と共に「日本工芸会」の設立を協議。
- 1953年（57歳） - 加藤土師萌来訪し制作。伊部に来訪したバーナード・リーチを囲み、石井不老・三村陶景・山本陶秀と共に会談。田山方南来訪。
- 1954年（58歳） - 伊豆山「桃李郷」において、石黒宗麿・加藤土師萌・小山富士夫・荒川豊蔵・加藤唐九郎・小森小庵・黒田領治・佐藤進三・金重陶陽の九人で「桃李会」結成。岡山県無形文化財保持者に認定。萩の吉賀大眉の窯で制作。唐津、中里無庵の窯で制作。
- 1955年（59歳） - 日本工芸会結成。日本橋壺中居で「第1回桃李会展」開催。
- 1956年（60歳） - 備前焼の重要無形文化財保持者に認定。シカゴ美術館主催「日本現代陶芸六人展（富本憲吉・石黒宗麿・加藤土師萌・荒川豊蔵・加藤唐九郎・金重陶陽）」に出品。日本橋三越で「作品展」開催。京都裏千家茶道会館で「新しい陶芸の茶会」を開催。
- 1957年（61歳） - 広島天満屋で個展開催。石黒宗麿来訪。中村研一来訪制作。武者小路千家十三世家元有隣斎来訪制作。11月、欧米に旅行に出る、翌年2月帰国。アメリカ合衆国にて作品展開催。
- 1959年（63歳） - 中国文化賞受賞。東京国立近代美術館開催の「現代日本陶芸展」に「備前水指」出品。上野松坂屋で加藤唐九郎と二人展開催。
- 1960年（64歳） - 山陽新聞賞受賞。岡山県文化賞受賞。岡山県文化財保護協会理事、備前町文化財保護委員長となる。
- 1961年（65歳） - 富本憲吉、河井寛次郎、浜田庄司、バーナード・リーチ来訪。
- 1962年（66歳） - 名古屋丸栄にて個展開催。日本工芸会理事となる。
- 1963年（67歳） - 奥村土牛・酒井三良来訪、釘彫り制作。小山富士夫来訪制作。立花大亀来訪、釘彫り制作。
- 1964年（68歳） - ハワイ大学夏期講師に招待。滞在中ホノルルにて「金重陶陽・道明二人展」開催。「現代国際陶芸展」に「備前壺」出品。加藤土師萌来訪制作。井伏鱒二来訪。
- 1965年（69歳） - 磯野風船子・吾妻徳穂・谷川徹三・菊地一雄がそれぞれ来訪。岡山県工業試験所陶磁器指導所の講師になる。
- 1966年（70歳） - 「人間国宝五人展」出品。紫綬褒章受章。岡山天満屋にて「陶歴五十五年記念・金重陶陽回顧展」開催。
- 1967年（71歳） - 昭和天皇・香淳皇后備前来訪の際、御前制作。大阪髙島屋にて「金重陶陽・素山・道明三人展」開催。国立岡山病院にて死去。勲四等旭日小綬章受章。

## 参考資料
- 金重陶陽「ノグチ氏の仕事が訓えるもの」『日本美術工芸』第168巻、日本美術工芸社、1952年、35–37、ISSN 0911-9221。
- 桂又三郎「金重陶陽」『陶説』第127巻、日本陶磁協会、1963年10月、ISSN 0563-9522。
- 佐藤雅彦「金重陶陽—その人と芸術」『日本美術工芸』第304号、日本美術工芸社、1964年1月、ISSN 0911-9221。
- 井伏鱒二、金重陶陽『備前』 5巻、葛西宗誠 (写真)、淡交新社〈日本のやきもの〉、1964年。
- 金重陶陽、小山冨士夫 (解説) 著、山陽新聞社 編『金重陶陽—人と作品』鹿島研究所出版会、1968年。
- 「金重陶陽」『日本美術年鑑』昭和43年版、大蔵省印刷局、1969年、151頁。
- 林屋晴三 編『現代の陶芸』 4巻、講談社、1975年。 —荒川豊蔵・石黒宗麿・金重陶陽
- 岡田譲 (編集代表) 編『金重陶陽：備前焼』講談社〈人間国宝シリーズ〉、1977年8月。
- 谷川徹三 [ほか] 編『金重陶陽遺作名品展』毎日新聞社、1977年。 —会期・会場: 昭和52年8月25日–8月30日 東京・日本橋高島屋 ほか
- 竹内順一 編『金重陶陽』 10巻、講談社〈日本のやきもの：現代の巨匠〉、1978年5月。 —付録：年譜（28ページ）
- 今泉篤男 編『やきものの美』 9巻、集英社〈現代日本陶芸全集〉、1981年4月。 —金重陶陽年譜: p101-105.
- 金重陶陽『土と火の物語』山陽新聞社、1987年11月。
- 笠岡市立竹喬美術館 編『備前焼人間国宝三人展 : 金重陶陽・藤原啓・山本陶秀 古備前』笠岡市教育委員会、1990年1月。 —笠岡市・備前市文化交流事業（会期: 平成2年1月6日～28日）
- 乾由明、林屋晴三 編『日本の陶磁 : 現代篇』 3巻、中央公論社、1992年8月。ISBN 4-12-403063-0。 —荒川豊蔵、加藤唐九郎、金重陶陽、中里無庵、三輪休和、藤原啓、山本陶秀、金重素山、十一代三輪休雪、塚本快示、古賀大眉
- 『金重陶陽 : 生誕100年記念 特別展』岡山県立美術館、1996年1月。
- 上西節雄「特別展金重陶陽展より」『陶説』第515号、日本陶磁協会、1996年2月、25-29頁、ISSN 0563-9522。
- 九原秀樹「金重陶陽 素山 2人展について」『陶説』第530号、日本陶磁協会、1997年5月、82-85頁、ISSN 0563-9522。
- 岡本隆志「作品紹介 金重陶陽の花入について」『三の丸尚蔵館年報・紀要』(7) 2000年度、宮内庁三の丸尚蔵館、62-53頁。
- 「金重陶陽、休和、覚入、長左衛門らが100～200万円台」『月刊美術』第27巻9 (通号 312)、2001年9月、45-47頁、ISSN 0910-4364。
- 木田 拓也「昭和の桃山復興(3)備前・金重陶陽」『陶説』第586号、日本陶磁協会、2002年1月、50-57頁、ISSN 0563-9522。
- 外舘和子「金重陶陽の近代性」『陶説』第626号、日本陶磁協会、2005年5月、48-59頁、ISSN 0563-9522。
- 金重晃介 編『金重陶陽展 : 現代備前のパイオニア : 特別陳列』岡山県立美術館、2005年6月。